# Kentrochrysalis consimilis
Kentrochrysalis consimilis là một loài bướm đêm thuộc họ Sphingidae. Nó được tìm thấy ở phần phía nam của vùng Viễn Đông Nga, miền đông Trung Quốc, Triều Tiên, Hàn Quốc and central and miền nam Nhật Bản.
Sải cánh dài 62–72 mm. It is similar to Kentrochrysalis streckeri, but can be distinguished by the less dentate forewing upperside discal lines and the two distinct antemedian lines, ending at the inner margin in a blackish patch that is prolonged basad.
Con trưởng thành bay từ cuối tháng 4 to đầu tháng 8 in Korea.
Ấu trùng ăn Ligustrum obtusifolium in Korea.